# کلاهبرداری توییتری بیت‌کوین ۲۰۲۰
کلاهبرداری توییتری بیت‌کوین ۲۰۲۰ هک گسترده اکانت‌های توییتر است که از ۱۵ ژوئیه سال ۲۰۲۰ حدود ساعت ۲۰ (UTC) آغاز شد. تعدادی از حساب‌های مهم توییتر برای تبلیغ کلاهبرداری بیت‌کوین به خطر افتاده‌اند. در بیشتر این پیام‌ها قول داده می‌شود که هرکسی که پولی به یک حساب خاص رمزنگاری شده بیت‌کوین واریز کند دو برابر آن را دریافت خواهد کرد. اولین کلاهبرداری توییت شناخته شده از حساب توییتر ایلان ماسک در ساعت ۲۰:۱۷ (UTC)۱۵ ژوئیه ۲۰۲۰ ارسال شد. در حساب رسمی ایلان ماسک پیامی ظاهر شد که می‌گفت: «هر مقدار بیت‌کوین که «ظرف یک ساعت آینده» به حسابم واریز شود دو برابر خواهد شد» و در ادامه این توییت علاوه بر لینک یک حساب بیت‌کوین آمده بود که: «امروز به خاطر کووید-۱۹ احساس بخشندگی می‌کنم.» همچنین در حساب بیل گیتس پیام «همه از من می‌خواهند درآمدهایم را ببخشم و حالا وقتش رسیده. شما هزار دلار بفرستید، من برایتان دو هزار دلار می‌فرستم.» فرستاده شد.
کلاهبرداران تاکنون موفق شده‌اند ۱۲ بیت‌کوین معادل بیش از ۱۱۰ هزار دلار دریافت کنند.

## حساب‌های هک شده
حساب‌های هک شده افرادی از جمله باراک اوباما، جو بایدن، بیل گیتس، جف بیزوس، ایلان ماسک، مایکل بلومبرگ کیم کارداشیان و کانیه وست، و همچنین شرکت‌هایی مانند اپل، اوبر، وندیز و کش اپ را شامل می‌شود.
چند کسب و کار که شامل صرافی‌های رمز ارز به‌شمار می‌آیند، از جمله حساب‌های کوین‌بیس، CoinDesk و بایننس نیز مورد هدف قرار گرفتند.

## واکنش

مادربورد همچنین در تأیید این ادعاها اسکرین شات‌هایی را از ابزارهای داخلی مورد استفاده در این حمله منتشر کرده‌است.

سرویس پشتیبانی فنی توییتر در بیانیه‌ای اعلام کرده که «ما متوجه شدیم که این حمله برنامه‌ریزی شده از طریق مهندسی اجتماعی توسط افرادی است که برخی از کارکنان ما را که به سیستم‌ها و ابزارهای داخلی دسترسی دارند، به عنوان اهداف خود انتخاب کرده بودند. ما می‌دانیم که آن‌ها از این دسترسی برای کنترل بسیاری از حساب‌ها (تایید شده) و توییت‌های بسیار مهم استفاده کرده‌اند.»
نشریه مادربورد پس از بررسی ابعاد مختلف این حمله حالا اعلام کرده‌است با هکرهایی صحبت کرده که مدعی‌اند به کارکنان توییتر پول داده‌اند تا آدرس‌های ایمیل حساب‌های کاربری محبوب را با استفاده از ابزارهای داخلی خود تغییر دهند تا آن‌ها بتوانند کنترل این اکانت‌ها را بر عهده بگیرند. این نشریه همچنین در تأیید این ادعاها اسکرین شات‌هایی را از ابزارهای داخلی مورد استفاده در این حمله منتشر کرده‌است.
امکان توییت و همچنین تغییر رمز توسط حساب‌های تأیید شده توسط توییتر برای حل مشکل بسته شده‌است
در جریان این حادثه، پس از بسته‌شدن بازارها، قیمت سهام این شرکت ۴ درصد کاهش یافت.
کمپین جو بایدن به سی‌ان‌ان خبر داد که آن‌ها «با توئیتر در رابطه با موضوع» در تماس بوده‌اند و حساب وی قفل شده‌است. کاخ سفید از اظهار نظر دربارهٔ این موضوع خودداری کرد.
گوگل هم در اقدامی باکس نتایج توییتر را از موتور جستجو خود حذف کرد امّا پس از حدود ۵ روز ابزارهای تحلیل سایت مانند SEMrush (ابزار SEMrush یکی از این ابزارهای مفید سئو است که به شما در تحقیق کلمات کلیدی مناسب، ردیابی استراتژی کلمات کلیدی رقبا و بررسی سئوی وبلاگ سایت خودتان کمک خواهد کرد) از بازگشت توییتر به نتایج گوگل خبر دادند.

## عاملان
این هک بصورت فیشینگ بوده و درگاه جعلی کاربرانی ک این اقدام را انجام می دادن ب هکر ها خبر می امده که فردی قست انجام واریز دارد و سپس اطلاعات دست هکر نیز می امده.